# Mats Jonson
Mats Jonson, född 1947 i Halmstad, är en svensk fysiker.
Mats Jonson utsågs 1993 till professor i den kondenserade materiens fysik vid Chalmers tekniska högskola. Han blev 1996 ledamot av Vetenskapsakademien, 2007 ledamot av Kungliga Vetenskaps- och Vitterhetssamhället i Göteborg och 2013 utländsk ledamot av Finska Vetenskapsakademien. Han var 1997—2005 ledamot av Vetenskapsakademiens Nobelkommitté för fysik, i vilken han var ordförande 2001—2003. 
Jonsons vetenskapliga publicering har (2022) enligt Google Scholar över 9 400 citeringar och ett h-index på 44.